# У устима лудила
У устима лудила (енгл. In the Mouth of Madness) је амерички фантастични хорор филм из 1994. године, режисера Џона Карпентера у продукцији компаније New Line Cinema, са Сем Нилом, Џули Кармен и Јиргеном Прохновим у главним улогама.

## Радња
Списи Сатера Кејна су невероватно популарни, његове књиге се продају у огромним тиражима, преведене су на 18 језика, а рекламе за његову нову књигу „У устима лудила” штампају се свуда. Кејново дело има снажан утицај на ментално нестабилне читаоце: показују дезоријентацију, губитак памћења, параноју и лудило. Талас насиља, је све јачи међу огромним бројем поштовалаца Кејнових романа. Али убрзо Кејн, уверен да је све што је написао стварност, нестаје, а Џон Трент је ангажован да га потражи. Како се испоставило, издавачка кућа га никада лично није видела и не зна: где живи, како изгледа и да ли је жив.
Убрзо Трента нападне избезумљени човек са секиром, Трент је ужаснут, приметивши да овај има дупле зенице. Психопату упуца полиција и Трент бежи. Како се испоставило, лудак је био Кејнов књижевни агент, који се једини упознао са његовом новом књигом.
Трент одлучује да купи неке од Кејнових књига и има ноћне море. Случајно приметивши наговештај на корицама, Трент сазнаје локацију писца: Хобс Енд, који се налази у Новој Енглеској – граду који није обележен на мапама, осим на старим. Трент, заједно са Кејновим уредником, Линдом Стајлс, путује у овај град. Путем наилази на чудне визије: успут пролази бициклиста, који прво личи на младића, а потом на седокосог старца; онда се чини да ауто лебди изнад грмљавинских облака и да се иза моста, усред ноћи, види јака светлост. До јутра успевају да стигну до Хобс Енда. Град као да је изумро, људи су готово невидљиви, али атмосфера делује познато – све у граду одговара описима из Кејнових књига. Трент и Стајлс се пријављују у гостионицу и одлучују да прошетају испред градске цркве. Тамо примећују Кејна, али наилазе на чудне догађаје: мештани долазе у цркву и желе да убију Кејна, али их напада чопор паса. Трент и Стајлс одлучују да се врате у хотел. Пада ноћ, Стајлсова одлази у цркву и покушава да пронађе Кејна, проналазећи га, она сазнаје садржај нове књиге. Од Кејна постаје познато да све што напише постаје стварно, а уз помоћ његових дела, древна чудовишта ће се вратити на земљу и изазвати пустош и уништење. У међувремену, Трент, шетајући градом, улази у бар, где га локални становник саветује да оде и каже да се зло пробудило. Иако је Трент скептичан, ипак одлучује да пронађе Стајлсову и напусти град. Када се врати у хотел, види да су слике изобличене, да уместо људи приказују подла створења налик на лигње, и ужаснут је када види како се власница хотела, госпођа Пикман, претворила у чудовиште са неколико удова, па сече мужа секиром. У стакленику види и чудно створење са змијским шапама. Возећи се по граду, Трент види Стајлсову окружену ружним људима са секирама и палицама. Трент хвата Стајлсову, али она каже да Кејн има посао за њега и претвара се у страшно чудовиште. Трент одлучује да оде без ње, али убрзо примећује да се, чим напусти град, одмах поново нађе у истој улици са ружним становницима. Трент одлучује да набије гас, али доживи несрећу и онесвести се.
Трент се буди у цркви и среће се са Кејном. Кејн каже да су његове књиге популарније од саме Библије, да вера у његова дела расте са сваким читаоцем и да ће древна чудовишта успети да дођу на земљу. Кејн даје Тренту своју тек завршену нову књигу и сам се претвара у портал одакле се појављује хорда страшних чудовишта. Почињу да јуре Трента, али се он у том тренутку буди насред пута. Коме год се Трент обрати, сви кажу да град Хобс Енд не постоји и да са њим није била Линда Стајлс.
И поред тога што се Трент ослободио Кејнове књиге, она ипак стиже до издавача, огроман успех ове литературе не дозвољава Тренту да убеди издавача да забрани дистрибуцију књиге. Сада је књига „У устима лудила” у продаји, а пораст насиља и лудила расте невиђеном брзином. Трент убија једног од купаца књига секиром и он бива послат у психијатријску болницу. 

## Улоге
| Глумац            | Улога                            |
| ----------------- | -------------------------------- |
| Сем Нил           | Џон Трент                        |
| Џули Кармен       | Линда Стајлс                     |
| Јирген Прохнов    | Сатер Кејн                       |
| Дејвид Ворнер     | доктор Рен                       |
| Кевин Зегерс      | дечак                            |
| Хејден Кристенсен | дечак разносач новина на бициклу |
| Џон Главер        | доктор Саперстејн                |
| Берни Кејси       | Робинсон                         |
| Питер Џејсон      | господин Пол                     |
| Чарлтон Хестон    | Џексон Харглоу                   |